# Andrea Bocelli
Andrea Bocelli   (Lajatico, 22 de setembre de 1958) és un tenor d'òpera i multi-instrumentista italià.

## Biografia
Li van diagnosticar glaucoma congènit als 5 mesos i es va quedar completament cec als 12 anys després d’un accident de futbol. Després d’actuar a la nit a piano bars i competir en concursos locals de cant, Bocelli va signar el seu primer contracte discogràfic amb el segell Sugar Music. Va guanyar notorietat el 1994, guanyant la ronda preliminar del 44è Festival de San Remo interpretant "Miserere", amb les màximes qualificacions registrades a la secció de nouvinguts.
Des del 1982, Bocelli ha enregistrat 15 àlbums d'estudi en solitari tant de música pop com de música clàssica, tres àlbums de grans èxits i nou òperes completes, venent més de 75 milions de discos a tot el món. Ha tingut èxit portant la música clàssica al cim de les llistes de pop internacionals. El seu primer disc recopilatori, Romanza, és un dels àlbums més venuts de tots els temps, mentre que Sacred Arias és l'àlbum clàssic més venut per qualsevol artista solista de la història. My Christmas va ser l'àlbum de vacances més venut del 2009 i un dels àlbums de vacances més venuts als Estats Units. L’àlbum Sì de 2019 va debutar al número u de la llista d’àlbums del Regne Unit i a la Billboard 200 dels Estats Units, convertint-se en el primer àlbum número u de Bocelli als dos països. La seva cançó "Con te partirò", inclosa al seu segon disc, és un dels senzills més venuts de tots els temps. La pista tenia llicència per aparèixer en una sèrie d’anuncis de televisió per a TIM a finals dels anys noranta, que finalment es van fer molt populars a Itàlia.
El 1998, Bocelli va ser nomenat una de les 50 persones més belles de la revista People. Va cantar en duet amb Céline Dion la cançó "The Prayer" de la pel·lícula d'animació Quest for Camelot, que va guanyar el Globus d'Or a la millor cançó original i va ser nominada a l'Oscar a la millor cançó original. El 1999 va ser nominat al millor artista nou als premis Grammy. Va aconseguir entrar al Llibre Guinness dels rècords mundials amb el llançament del seu àlbum clàssic Sacred Arias, al mateix temps que ocupava les tres primeres posicions a les llistes dels àlbums clàssics dels Estats Units.
Bocelli va ser nomenat Gran Oficial de l'Orde del Mèrit de la República Italiana el 2006 i va ser distingit amb una estrella al Passeig de la Fama de Hollywood el 2 de març de 2010 per la seva contribució a Live Theatre. La cantant Celine Dion va dir que "Si Déu tingués una veu cantant, s'assemblaria molt a Andrea Bocelli".

## Vida personal

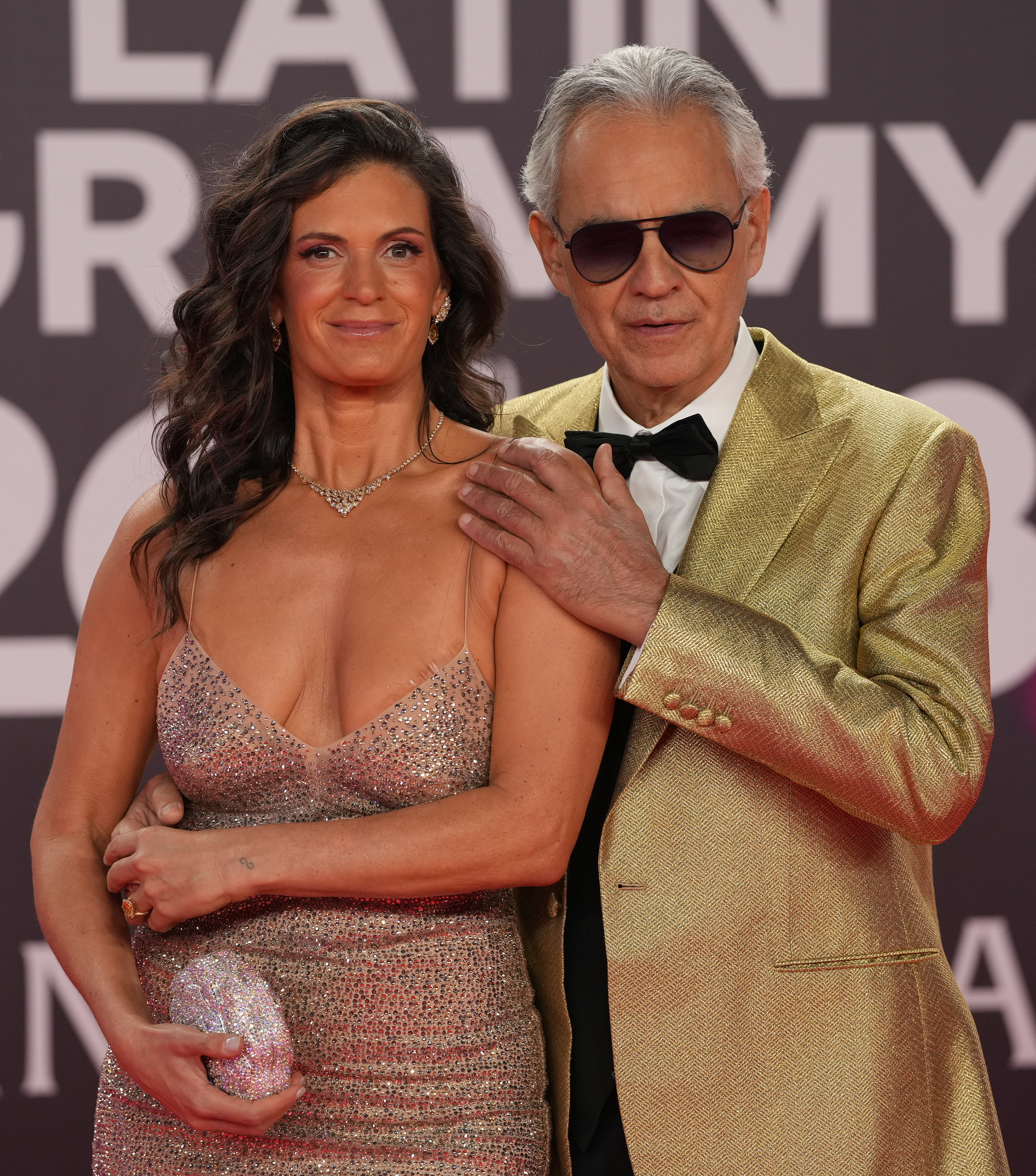
Bocelli amb la seva dona Veronica Berti el 2023

Bocelli va conèixer la seva primera dona, Enrica Cenzatti, mentre cantava als pianos bars al començament de la seva carrera. Es van casar el 27 de juny de 1992. El seu primer fill, Amos, va néixer el 22 de febrer de 1995. El seu segon fill, Matteo, va néixer el 8 d'octubre de 1997. La parella es va separar el 2002.
El 30 d'abril de 2000 va morir Alessandro Bocelli, el seu pare. La seva mare el va animar a respectar els seus compromisos, i per això va cantar per al papa Joan Pau II, a Roma, l'1 de maig, i va tornar immediatament a casa per al funeral. A la seva actuació del 5 de juliol, filmada per a PBS com American Dream—Andrea Bocelli's Statue of Liberty Concert, Bocelli va dedicar el bis Sogno (Somni), del seu àlbum de 1999 Sogno, a la memòria del seu pare. La seva mare i el seu germà van continuar vivint a la casa familiar després de la mort del seu pare.
Bocelli viu amb la seva segona dona i gerent, Veronica Berti. Es van conèixer l'any 2002 i es van casar el 21 de març de 2014, al Santuari de Montenero, a la ciutat costanera de Livorno, Itàlia. El setembre de 2011, la parella va anunciar que Berti esperava el seu primer fill i el tercer fill de Bocelli. La seva filla Virginia va néixer el 21 de març de 2012. La parella viu a Forte dei Marmi, al Mediterrani. La primera dona i els dos fills de Bocelli viuen a l'anterior residència de la parella al mateix municipi, a Versilia .
El 12 de novembre de 2022, Andrea, Matteo i Virginia (de 10 anys) van cantar junts al Royal Albert Hall del Festival of Remembrance del Regne Unit.
Bocelli va gaudir de l'equitació durant gran part de la seva vida.
Una secció de la platja de Jesolo, a la costa adriàtica italiana, va rebre el nom de Bocelli l'11 d'agost de 2003.
L'octubre de 2013 Bocelli va comprar una segona casa a North Miami Beach .
Bocelli és un fan auto-declarat del club de futbol italià Inter de Milà. En una entrevista a Pisa, va dir a un grup de seguidors de l'Inter que «La meva passió per l'Inter va començar durant els meus anys universitaris, quan l'Inter guanyava tot a Itàlia i al món. Quan l'Inter va guanyar la Lliga de Campions el 2010, estava amb els meus amics i estava escoltant el partit per la ràdio, i tot era una mica avançat, així que estava celebrant-ho abans que ells».
El 12 de novembre de 2023, Bocelli va interpretar "Hallelujah" amb la seva filla Virginia al programa "Strictly Come Dancing" de la BBC One. Bocelli va interpretar "Oh Holy Night" amb el seu fill Matteo a l'estrena de desembre de 2023 de "Christmas with the Chosen: Holy Night".

### Teatre del Silenzio
L'any 2006 Bocelli va convèncer el municipi de la seva ciutat natal Lajatico per construir un teatre a l'aire lliure, el Teatro del Silenzio. Actua com a president honorari i sol actuar durant una sola nit, cada juliol; la resta de l'any, el teatre no funciona.
Des de la seva obertura el 2006, els intèrprets convidats han inclòs Plácido Domingo, Josep Carreras, Sarah Brightman, Katherine Jenkins, Zucchero, Laura Pausini i Elisa. Els convidats de Bocelli també han inclòs els instrumentistes Lang Lang, Chris Botti i Kenny G. El concert del 2007 es va publicar en CD i DVD el 2008.

## Discografia
- Aria-The Opera Album
- Romanza[13]
- Hymm for the World
- Il mare calmo della Sera
- Viaggo Italiano
- Bocelli
- Hymn for the World
- Sogno[13]
- Sacred Arias[13]
- Verdi
- La Boheme
- Cieli di Toscana[13]
- Sentimento[13]
- Tosca
- Il Trovatore
- Andrea[13]
- Werther
- Amore
- Vivere: Best of Andrea Bocelli
- Incanto
- My Christmas[6]